# ブランコ・スタンコヴィッチ
ブランコ・スタンコヴィッチ（セルビア語: Бранко Станковић, ラテン文字転写: Branko Stanković、1921年10月31日 - 2002年2月20日）は、セルビア（旧ユーゴスラビア）の元サッカー選手、サッカー指導者。ポジションはディフェンダー。

## 経歴
創設間もないレッドスター・ベオグラードを支えた右サイドバック。強く速く勇敢なディフェンダーで、ヘディングとミドルシュートも強烈で、優れたテクニックとゲームセンスを活かしてドリブルで攻撃に参加した。ユーゴスラビア代表でも1946年から1956年までの61試合に出場、1940〜50年代の選手ながら現代的なディフェンダーであり、ブルノ・ベリン、ファフルディン・ユスフィ、ミロヴァン・ジョリッチ、ペタル・クリヴォクチャといった後年のユーゴスラビア代表選手に影響を与えた。